# ユーズド・カー
『ユーズド・カー』（原題: Used Cars） は、1980年のアメリカ映画。

## ストーリー
ルディ・ラッソはアリゾナ州メサに住む、若くてずる賢い自動車セールスマンで、州上院議員選挙に立候補することを考えている。彼は、年配のルーク・フックスが所有する経営不振のニューディール中古車店で働いており、フックスは、ルディがこの中古車店を存続させると約束すれば、ルディの選挙運動に1万ドルを出すことに同意する。
一方、通りの向かい側では、ルークの双子の弟で最大のライバルであるロイ・L・フックスが、高速道路の出口の建設計画により自分の中古車店が無くなってしまうことを防ぐのに必死だ。ルークの生命保険金とニューディール中古車店を手に入れたいロイは、整備士でデモリション・ダービーのドライバーのミッキーを雇い、ルークが自分でレストアした新品同様の1957年製シボレー・ベルエアの助手席にルークを乗せて町中を暴走するよう指示する。
ベルエアを衝突させた直後、ルークは心臓発作で死亡し、ロイが「事故」を演出したという確固たる証拠をルディは手に入れる。ロイが遺産を手に入れるのを阻止するため、ルディは迷信深い同僚のジェフと整備士のジムに協力して貰い、嘗てニューディール店の看板と使用していたヴィンテージのフォード・エドセルにルークの遺体を入れて、エドセルを店の裏手に埋める。翌日、ロイがルークを探しに来ると、3人は、ルークはエドセルに乗ってマイアミに休暇に行ったと言う。
翌日の夜、ルディと彼の仲間は、3大ネットワークが中継するフットボールの試合の最中に電波ジャックして、自社のコマーシャルを放送する。しかし、ジェフがコマーシャルで映された車が赤いのを見てしまったり（ジェフは赤い車は全て不運の印だと信じている）、女性モデルのマーガレットのドレスがボンネットの飾りに絡み付いてしまい、ボンネットがはずみで開いてしまうとドレスは破けてマーガレットの肌が露になってしまうなど、失敗に終わる。しかし、コマーシャルにより、ニューディール店には翌日、客が殺到する。ジェフは、ある家族がステーションワゴンを試乗中に、彼らが店のマスコット犬トビー轢いてしまったと騙し、そのステーションワゴンを売り付ける。
ロイがサーカスの動物を使って客を自分の店に誘い込むと、ルディはストリッパーのショーで対抗する。ルークと疎遠になっていた娘バーバラ・ジェーンは、10年以上前に大学を中退してヒッピー・コミューンで暮らしていたが、父親との再会を期待して店を訪れる。ルディは父親についての真実を隠してバーバラをデートに誘い、町に残るよう彼女をうっかり説得してしまう。
ルディの仲間たちはジミー・カーターの大統領演説の途中に再度、電波ジャックしてコマーシャルを挿入し、その中で、ロイの中古車の何台か、特に彼が大切にしていたメルセデスSLを破壊する。報復として、ロイはニューディール店に乱入してジェフに襲い掛かり、その後、裏庭のルークの埋葬場所を発見する。ロイは翌日、警察をニューディール店に呼んで土を掘り返そうとするが、ジムはその前にエドセルを掘り出し、ルークの遺体を運転席に乗せ、変圧器に衝突するように車を仕掛け、車は衝突し爆発する。
誰もがルークが爆発事故で死亡したと信じ、それに反する証拠は全て隠蔽される。ロイは自分がニューディール店の所有権を手に入れたと思うが、ルディはルークの娘のバーバラが新たな所有者であると指摘する。
最終的に、バーバラは父親の死に関する真実を知り、隠蔽工作をしたルディ、ジェフ、ジムを解雇する。ニューディール社を潰す最後の手段として、ロイは地元テレビ局KFUKの人脈を使い、バーバラが出ているコマーシャルを再編集して、彼女が「1マイルに及ぶ在庫の車」を持っていると言うように変え、そしてそれを虚偽広告として告発する。
ルディの運は、フットボールの試合での賭けに勝ち、選挙活動に十分な資金が保証された時に変わり始める。バーバラが虚偽広告で起訴されていることを知ったルディは、彼女が1マイルに及ぶ在庫の車を持っていることを法廷で証言するように言う。偽証罪を回避するには、その日の午後2時45分までに250台以上の車が店にあることを裁判官の前で証明しなければならない。
ルディはメキシコのディーラー、マヌエルから車を250台購入し、250人の学生を使い、それらを2時間以内にニューディールの店まで届けさせる。車列を混乱させようとするロイの試みと、赤い車の運転に関するジェフの迷信を乗り越え、ドライバーたちは丁度間に合うように店に到着する。250台の長さの合計は1マイルに達し、バーバラと店は救われる。ロイの元弁護士は、高速道路の出口が出来れば、ニューディール店は州最大のディーラーになるだろうとルディとバーバラに言う。ロイ以外の全員がお祝いをする中、ルディとバーバラはキスをしながら抱き合う。

## キャスト
※括弧内は日本語吹替（ソフト未収録）
- ルディ・ラッソ - カート・ラッセル（羽佐間道夫）
- ロイ・フックス/ルーク・フックス - ジャック・ウォーデン（富田耕生）
- バーバラ・フックス - デボラ・ハーモン（吉田理保子）
- ジェフ - ゲリット・グレアム（野島昭生）
- ジム - フランク・マクレー（郷里大輔）
- サム・スレイトン - ジョセフ・P・フラハティ（阪脩）
- フレディ・パリス - デヴィッド・L・ランダー
- エディ・ウィンスロー - マイケル・マッキーン
- ミッキー - マイケル・タルボット
- カーマイン - ハリー・ノーサップ
- マヌエル - アルフォンソ・アラウ
- ハリソン判事 - アル・ルイス（高木均）
- チャートナー - ウッドロー・パーフリー
- 教習生 - ウェンディ・ジョー・スパーバー
- ベッドの男性 - ディック・ミラー

## スタッフ
- 監督：ロバート・ゼメキス
- 製作総指揮：スティーヴン・スピルバーグ、ジョン・ミリアス
- 美術：ピーター・M・エイミソン
- 日本語字幕：野中重雄